# Mîșarivka, Teplîk
Mîșarivka (în ucraineană Мишарівка) este un sat în comuna Mala Mociulka din raionul Teplîk, regiunea Vinnița, Ucraina.

## Demografie
Componența lingvistică a localității Mîșarivka
     Ucraineană (97,13%)
     Rusă (2,87%)
Conform recensământului din 2001, majoritatea populației localității Mîșarivka era vorbitoare de ucraineană (97,13%), existând în minoritate și vorbitori de rusă (2,87%).